# インカルチュレーション
インカルチュレーション（英語: Inculturation、文化受容の意）はキリスト教、特にカトリック教会において使用される用語で、教会の教えが非キリスト教文化に対して適応し、展開していく上で、これら非キリスト教文化からの影響を指す。日本語ではしばしば「文化的（文化内）受肉」などとも訳される。類義語に「コンテクスチュアリゼーション（英語：Contextualization、文脈化、文化脈化）」があるが、こちらは主にプロテスタントで使用される用語である。

## 背景
キリスト教と多文化の共存は使徒たちの時代へと遡る。昇天の前に、イエス・キリストは「全世界に行って、すべての造られたものに福音を宣べ伝えなさい」（マルコ16:15）と弟子たちに指示したが、どのようにしてとまでは伝わっていない。聖パウロのアテネ アレオパゴスでギリシア人への宣教（使徒17:22-33）では初めてインカルチュレーションに言及したとみられる。 説教は聖書（使徒17:32）によると「死者の復活ということを聞くと、ある者はあざ笑い」とあるように、あまり受け入れられなかった。紀元49年前後、使徒たちは初代教会のエルサレム会議を招集し、異邦人とその文化を受け入れるかが議論された。会議の結果、異邦人はユダヤ教への改宗を経ることなく、キリスト教徒として受け入れることが確認された。
ユダヤ系キリスト教徒と異邦人キリスト教徒間の文化的対立は、キリスト教がギリシア・ローマ文化 (en:Greco-Roman) を包括するまで継続した。似たようなインカルチュレーションの例は、ローマ帝国が滅亡し、ゲルマンおよび中世文化が優勢となったころ、数世紀にまたがって起こった数々のプロセスである。宣教史における初期インカルチュレーション実践者には、アイルランドの聖パトリキウス、あるいは東欧スラヴの聖キリルと聖メトディウスなどが挙げられる。1054年、東西教会の分裂の後、ローマ・カトリック教会はおおよそヨーロッパ西部に活動範囲が限定された。また十字軍、コンスタンティノポリスのラテン帝国（1204年 - 1261年）といった中東の文化に影響を及ぼそうとする試みは失敗した。プロテスタントによる宗教改革は西方教会の分割をもたらした。しかしながら、同時に、スペインとポルトガルによるアメリカ大陸の発見、アジアおよびアフリカへの進出は異文化、異文明との接触を拡大していくこととなった。

## 15世紀以降のインカルチュレーション
版図拡大およびトリエント公会議（1545年 - 1563年)以後、ローマ・カトリック教会が古代の非キリスト教文化の要素をいかに評価すべきか検討しているとき、インカルチュレーションの動向はさらにシステマティックとなった。 
主要な人物にはブラジル原住民に宣教を行ったジョゼ・デ・アンシエタ、インド ゴアのトマス・ステファノ、南インドのロベルト・デ・ノビリ、ベトナムのアレクサンドル・ドゥ・ロードなどがいる。

### 中国

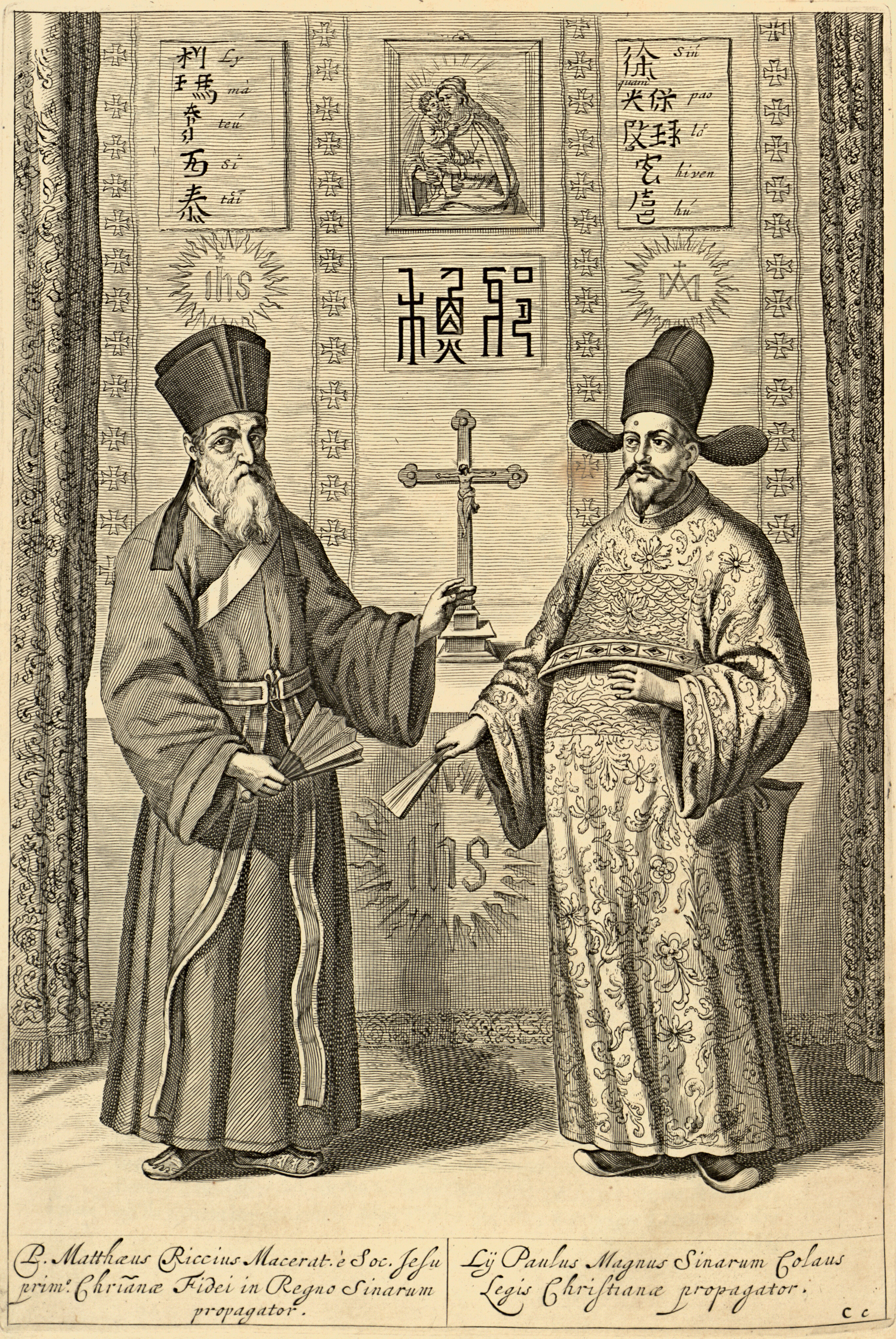
マテオ・リッチと徐光啓（キルヒャー『中国図説』）

イエズス会士のマテオ・リッチ、アダム・シャールなどはキリスト教を中国に再導入することに成功した。リッチとシャールは北京の皇帝によって宮廷数学者、宮廷天文学者、ひいては官僚として迎えられた。北京における最初のカトリック教会は1650年に建設された。皇帝はカトリックに対し、信仰の自由を与えた。リッチはカトリック信仰を、中国人の思考と許容、とりわけ、キリスト教徒かみれば異端である先祖崇拝（彼によれば文化的慣習に過ぎないと説明）に順応させた。しかし、教皇庁はこれに同意せず、先祖崇拝を宗教的行為、すなわち偶像崇拝とみなし、いわゆる 典礼論争にかかる順応を禁止した。皇帝および民衆は騙されたように思い、既に導入されていたローカルなキリスト教の慣習の修正を拒んだ。1721年、康熙帝はキリスト教を禁止し、教会は後退を余儀なくされた。フランゼンによれば「教皇庁の方針は中国宣教の死であった」という。

### メソアメリカ
新大陸では聖人崇拝が盛んであり、その受容も多様である。新大陸の布教において、宣教師たちは土着の宗教と偶像崇拝を否定した。そして、キリスト教の教義の理解を助けるために聖人の図版などを活用し、聖人にまつわる奇跡譚を聞かせた。ところが、先住民たちは聖人を人間の姿をした不思議な力を持つ聖なる存在として理解し、村の説話や禁じられた土着の神、霊的存在と習合させて崇めるようになった。また、守護聖人の概念が重要視され、各々の村に敬愛される守護聖人がいる。こうした地域固有のカトリック信仰は、メソアメリカの民族史学者によって「フォークカトリシズム」「民衆カトリック」と呼ばれている。

## 歴代教皇の教え

### レオ13世
教皇レオ13世（在位1878年 - 1903年）は異文化の多様性を育み、1879年にアルメニア・カトリック教会のローマ・カトリック教会への統合を実現した。彼は、東方カトリック教会は価値ある古代からの伝統とカトリック教会の一致を構成すると主張し、東方カトリック教会のラテン化の取り組みに反対した。彼の回勅『プレクララ・グラチュラチオニス（美しき感謝)』 (en:Praeclara Gratulationis, 1894) では教会における信仰の表現としての文化および典礼の多様性を称賛した。『オリエンタルム・ディグニタティス（東方の尊厳）』 (en:Orientalum Dignitatis) では、多様性の維持、涵養の必要性を繰り返して訴え、異文化を財宝とすると宣言した。彼は、彼の所有であるバチカンのラテン化方針に反対し、異文化の品位と独自性を維持すべく多数の方策を指示した。

### ベネディクト15世およびピウス11世
教皇ピウス9世およびピウス10世は微妙にラテン回帰の傾向があったが、ベネディクト15世（在位1914年 - 1922年）は、特に第一次世界大戦により苦しんでいる宣教活動の拡大に関心を持っていた。インカルチュレーションとは、彼にとっては第一に、宣教地域内の聖職者の開発を意味した。1919年11月20日、彼は全世界のカトリック信徒に対し、宣教活動、なかでも脱ヨーロッパ化したカトリック宣教を志向した地域の聖職者開発を訴えた。
教皇ピウス11世（在位1922年 - 1939年）は地域の聖職者の開発を促進する前例に倣い、地域の文化はよりよく理解されるようになった。彼はローマで1922年に宣教会議を招集し、毎年、アジア、アフリカ、ラテンアメリカの司教を叙階した。彼の死去時には240の教区と管理区が地域の司教に委ねられていた。

### ピウス12世
1939年、教皇ピウス12世（在位: 1939年 - 1958年）は彼の着座式の週のうちに、250年の長きにわたるバチカンの方針を転換し (en:Pope Pius XII and China)、中国における先祖崇敬を許可した。1939年12月8日、布教聖省はピウス12世の指示により、中国の習慣はもはや迷信とは捉えず、祖先を尊重する名誉儀礼として、カトリック信徒に許可されるとの声明を発した。中国のカトリック教会は20の新しい大司教区、79の司教区、38の使徒座知牧区とともに再び繁栄を取り戻したが、それも束の間、1949年には共産主義革命が中国全土を呑み込んでしまった。
福音の導入とはインカルチュレーションを意味し、地域文化の破壊ではない。ピウス12世は、すべてが理解しているわけではないように思えたので、この点を強調した。彼は回勅『スンミ・ポンティフィカトゥス（至高の教皇）』 (en:Summi Pontificatus) の中で、多様な文明の優れた資質についてより深く理解することは、キリストの福音を説くうえで欠かせないと書いている。
1944年、彼の教皇庁立宣教協会 (Pontifical Missionary Society) の役員に対する講話では次のように述べている。
インカルチュレーションは1951年6月21日に発せられた回勅『エバンゲリ・プレコネス（福音の使者）』 (en:Evangelii Praecones)、および1957年4月21日に発せられた回勅『フィデイ・ドヌム（信仰の贈り物）』 (en:Fidei Donum) のなかでそれぞれ言及された。ピウス12世はカトリック・ミッションの地域における意思決定を拡大し、その多くが独立した教区へとなった。ピウス12世は、地域文化をヨーロッパ文化と完全に等価であると尊重するよう命じた。彼は前任者の路線を踏襲し、教会における地域管理の設立を支持した。1950年には西アフリカ、1951年には南アフリカ、1953年には英領東アフリカの教階制（ヒエラルキー）が独立。フィンランド、ビルマ、仏領アフリカは1955年に独立した教区となった。

### ヨハネ・パウロ2世
教皇ヨハネ・パウロ2世（在位: 1978年 - 2005年）はインカルチュレーションの問題について、いくつかの回勅および公式の場で言及している。この言葉はヨハネ・パウロ2世による1990年の回勅『レデンプトリス・ミッシオ（救い主の使命）』 (en:Redemptoris Missio) のなかでふたたび使われた。

### ベネディクト16世
ベネディクト16世（在位: 2005年 - 2013年）は前任者と同様、文化や宗教間の対話に高い関心を払った。ある観点からは彼は「インカルチュレーション」という概念から「インターカルチュアラリティ」（文化の相互作用の意、en:Interculturality）に転向しようとするが、後に、信仰のインカルチュレーションは必要であり、「信仰の文化」の特異性および完全性は損なわれないと述べている。

## 問題点
日本におけるフランシスコ・ザビエルの宣教活動に関連し、（例えばジェームズ・ヒッチコック博士のような）教会史家たちはインカルチュレーションの問題の難しさを説明している。ザビエルはヤジロウ（鹿児島の改宗者、アンジロウとも）に「デウス」（ラテン語における「神」）に相当する日本語は何かと尋ねた。ヤジロウは日本伝統の一般的有神論で普遍の神を意味する「大日」を提案し、ザビエルはこれを採用した。しかし1551年、ザビエルは山口における真言宗の仏僧との問答で「大日」の仏教における固有の意味に気付き、以後用いるのを取りやめた。その語句は仏教における大日如来と関連していたからである。競合する宗教の神の呼び名を避けるため、ザビエルは、「デウス」を「ダイウス」と再び改めた。さらに悲惨なことには「ダイウス」が日本人には「ダイウソ」のように聞こえてしまったのである。この語を使用しようとしたヨーロッパの宣教師たちは、若い日本人にしばしば「ダイウソ、ダイウソ、ダイウソ」と路上でからかわれていた。この用語の選択は「西洋人は大嘘つき」という見かたをもたらしてしまった。また、イタリアのイエズス会士 カミロ・コスタンツォ (en:Camillus Costanzo) は次のようないきさつを明らかにしている。日本人キリシタンが彼の臨終の床で（コスタンツォが異教の神の名として定義している）「テンボウ」と叫び、「ダイウス」から訂正されたのにかかわらず「テンボウ」に戻ってしまったと。ザビエルを悩ませた困難を回避するため、マテオ・リッチとロベルト・デ・ノビリは音声による模倣を試みなかったが、ヤジロウの「異文化」翻訳を踏襲し、キリスト教における神の名を、儒教とヒンドゥー教の国「土着」の最高存在の名で定義した。ヒッチコックは、健全なインカルチュレーションのためには、信仰の本質と文化習得の両方に深い理解を持っている必要があると指摘している。